# 安福 (繙譯進士)
安福，舒穆祿氏，满洲正白旗人。乾隆丁巳科翻译举人，乙丑科翻译进士。后任户部郎中，军机章京等职。
有子阿林保，官至闽浙、两江总督，谥敬敏；孙瑞生，嘉庆甲子科举人；曾孙阿勒金，道光八年戊子科举人。